# Liparetrus ulingus
Liparetrus ulingus är en skalbaggsart som beskrevs av Britton 1980. Liparetrus ulingus ingår i släktet Liparetrus och familjen Melolonthidae. Inga underarter finns listade i Catalogue of Life.